# سكوت أوغرادي
سكوت فرانسيس أوغرادي (بالإنجليزية: Scott O'Grady)‏ (من مواليد 12 أكتوبر 1965) طيار مقاتل سابق في سلاح الجو الأمريكي. في 2 يونيو 1995 ، تم إسقاطه فوق البوسنة والهرسك بواسطة قاذفة صاروخ أرض-جو متنقلة طراز سام 6 وأجبر على إخراجها من طائرة أف-16سي إلى أرض معادية. قام قوات مشاة بحرية الولايات المتحدة بإنقاذ أوغرادي في نهاية المطاف بعد حوالي أسبوع من تهربه من الصرب البوسنيين. كان متورطًا في حادثة بانيا لوكا حيث أطلق النار على ست طائرات معادية.تلقى أوغرادي على النجمة البرونزية والقلب الأرجواني لهذه المهمة.
تم إنتاج فيلم خلف خطوط العدو عام 2001 يعتمد بشكل كبير على تجاربه.